# Henry Powell
Pour les articles homonymes, voir Powell.
Henry Absalom Powell (1855-1930) est un avocat et un homme politique canadien du Nouveau-Brunswick.

## Biographie
Henry Powell est né le 6 avril 1855 à Richibouctou, au Nouveau-Brunswick. Il suit des études de Droit à l'université Mount Allison et obtient son diplôme en 1875.
Il entre au Barreau en 1880 puis au Conseil de la Reine en 1894. Il se lance ensuite en politique et est élu député de la circonscription de Westmorland à l'Assemblée législative du Nouveau-Brunswick en 1890, puis réélu l'année suivante (son élection avait été contestée et avait nécessité d'être reconduite) jusqu'à sa démission le 1er août 1895. Il est alors élu député fédéral conservateur de la circonscription de Westmorland lors d'une élection partielle le 24 août 1895, due à la nomination de son prédécesseur, Josiah Wood, au sénat. Il est réélu aux élections suivantes en 1896, mais est battu en 1900 et 1904. Il brigue ensuite le siège de la circonscription de la cité de Saint-Jean en 1911 mais est également battu et arrête sa carrière politique.
Henry Powell est mort le 15 avril 1930.